# 1992 في البرتغال
فيما يلي قوائم الأحداث التي وقعت خلال عام 1992 في البرتغال.

## أحداث
- 21 ديسمبر – طيران مارتن الرحلة 495

## سياسة

### تعيين في المنصب
- 1 يناير – دوراو باروسو وزير الخارجية  [لغات أخرى]‏.
- 23 فبراير – أنطونيو غوتيريس الأمين العام للحزب الاشتراكي.

## رياضة
- 27 سبتمبر – جائزة البرتغال الكبرى 1992 الفائز نايجل مانسيل.

## مواليد

### يناير
- 8 يناير – باولو أوليفيرا لاعب كرة قدم برتغالي.

### فبراير
- 8 فبراير – برونو مارتينز إيندي لاعب كرة قدم هولندي.

### أكتوبر
- 8 أكتوبر – ماريا جواو كوهلر لاعبة كرة مضرب برتغالية.

### نوفمبر
- 9 نوفمبر – جواو باولو دياش فيرنانديش لاعب كرة قدم برتغالي.